# George Grosz
Georg Ehrenfried Groß (Berlin, 26. srpnja 1893. – Berlin, 6. srpnja 1959.), njemački grafičar, slikar i karikaturist; jedan od glavnih predstavnika ekspresionističkog pokreta nova stvarnost. 
U Parizu je nakon dodira s futurizmom i dadaističkim ekscesima prešao na političku i socijalnu karikaturu u satiričkim časopisima. Njegov likovni izraz je nemilosrdna kritika njemačkog militarizma, buržujske klase. Od njemačkog kaosa poslije Prvog svjetskog rata do prvih simptoma nacističkog terora svoju likovnu dokumentaciju objavljivao je u ciklusima grafike: Bog je s nama, Lice vladajuće klase, Ecce home. Od slika itiču se "Pomrčina sunca" i "Njemačka, jedna zimska bajka". 1932. iselio je u SAD, gdje je radio crteže za knjige. Uspomene svog života objavio je 1931. u Njemačkoj, a 1946. u New Yorku pod nazivom "Malo da i veliko ne".
Grosz je sudjelovao u Spartakističkom ustanku 1919. godine nakon koga je kraće vrijeme bio član KP Njemačke; nju je napustio poslije posjeta Sovjetskoj Rusiji 1922. god., gdje ga je razočarao totalitarni karakter komunističke vlasti. Njemačku je napustio pred nacističkim progonima i utočište našao u SAD-u čiji je državljanin postao 1938. god. Poslije Drugog svjetskog rata vratio se u Njemačku i živio u Berlinu. Tamo je i umro od posljedica pada niz stepenice nakon jedne noćne pijanke.
Njegova djela su bila izrazito satirična, podrugljiva i žestoko kritična prema ondašnjem etabliranom buržoarskom društvu koje se, stavljeno pod verističko povećalo, pokazuje u svom pravom licu, kao ružna i zla karikaturalna groteska.
Pojavljuje se kao lik u filmu Max iz 2002. godine, gdje ga glumi škotski glumac Kevin McKidd.

## Vanjske poveznice
- Ten Dreams Galleries
- Mario Vargas Llosa, George Grosz  Arhivirana inačica izvorne stranice od 13. siječnja 2012. (Wayback Machine), TATE ETC. magazin, proljeće 2007. (engl.)